# Papilio homerus
Papilio homerus là loài bướm phượng lớn nhất ở Tây Bán Cầu và là loài lớn nhất trong chi Papilio với sải cánh trung bình khoảng 15 xentimét (5,9 in) (loài Papilio antimachus có sải cánh lớn hơn nhưng chủ yếu là do cánh sau kéo dài). Loài bướm này thuộc họ Papilionidae và thường được đặt ở phân chi Pterourus, được một số tác giả xem là một chi đầy đủ. Loài này sinh sống ở các khu rừng, trong vườn quốc gia núi Blue và núi John Crow, nó đang chịu sức ép mất môi trường sống và nạn săn bắt sưu tập bướm. Nó cũng có tỷ lệ chết cao do các parasitic wasp của chi Chrysonotomyia. Loài bướm này khá phổ biến trong thập niên 1930 và phạm vi phân bố của nó liên tục, nhưng hiện nay phân bố chủ yếu ở núi Blue và núi John Crow ở phía đông Jamaica, một quần thể nhỏ bé chỉ ít hơn 50 con trưởng thành, ở hạt Cockpit và phía tây hòn đảo. Nó là loài ngy cơ theo IUCN và nằm trong Appendix I of CITES, do đó buôn bán quốc tế là bất hợp pháp. Để bảo vệ tốt hơn, người ta đế xuất chương trình nuôi nhốt để giúp cứu loài này khỏi tuyệt chủng. Sâu bướm chỉ ăn Hernandia jamaicensis và H. catalpaefolia; cả hai loài thực vật đặc hữu Jamaica.

## Hình ảnh

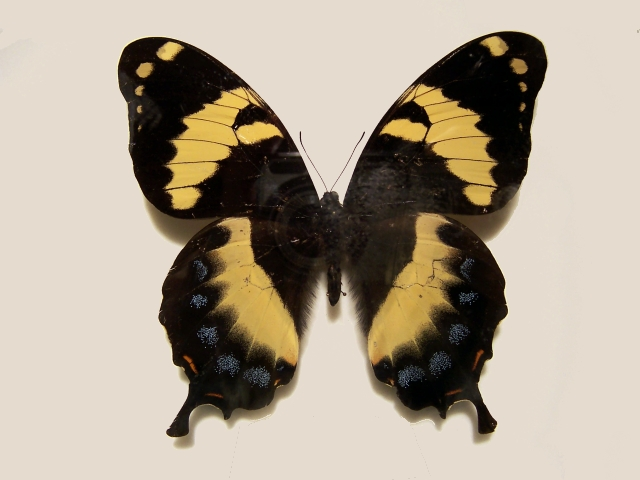
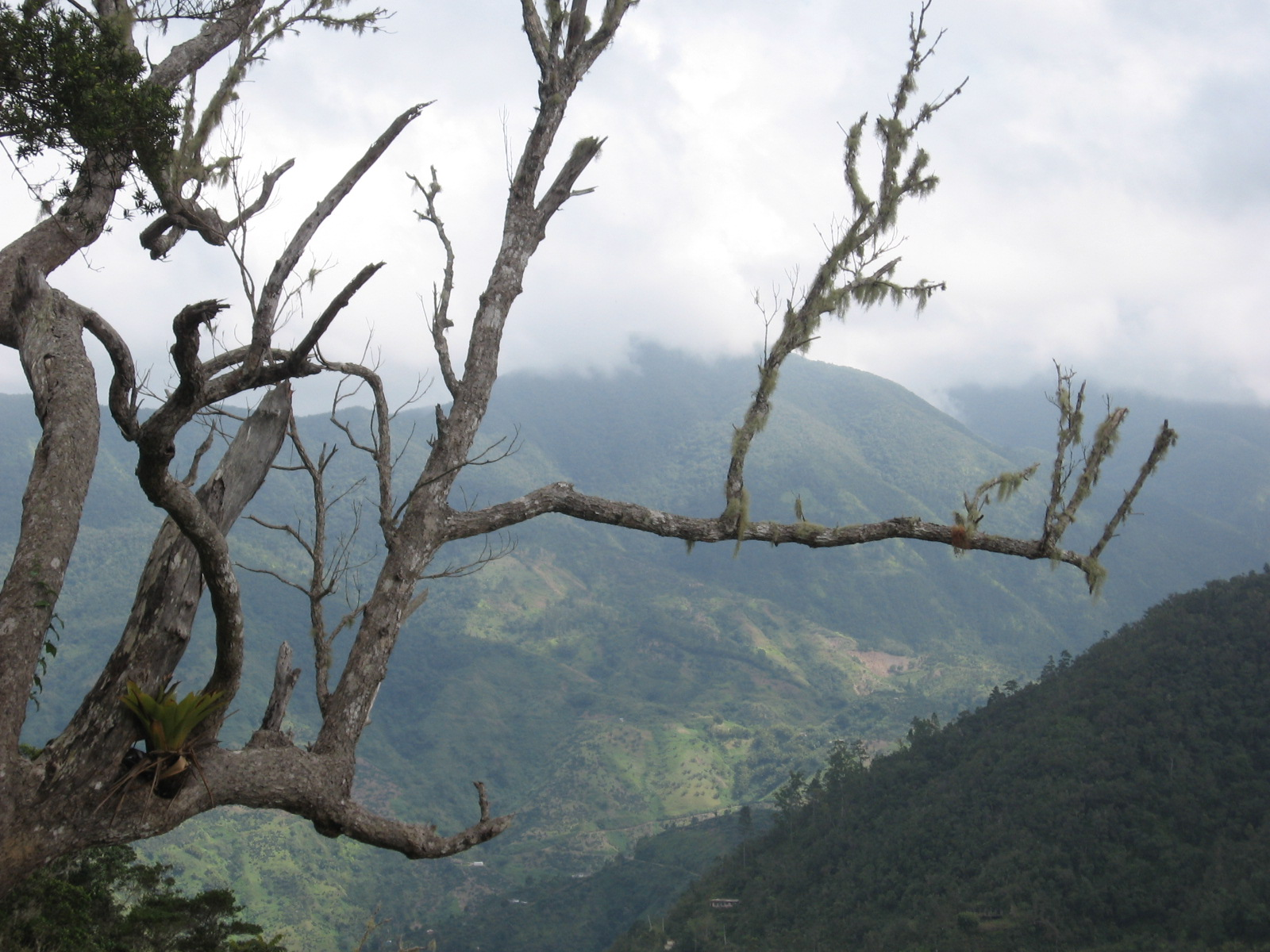